# Copa do Mundo de Esqui Alpino de 1997
A Copa do Mundo de Esqui Alpino de 1997 foi a 31º edição da Copa do Mundo, ela foi iniciada em outubro de 1996 na áustria e finalizada em março de 1997 nos Estados Unidos.
O francês Luc Alphand  venceu no masculino, enquanto no feminino a sueca Pernilla Wiberg foi a campeã geral.